# 贾拉尔波雷
贾拉尔波雷（Jalalpore），是印度古吉拉特邦Navsari县的一个城镇。总人口16246（2001年）。

## 人口
该地2001年总人口16246人，其中男性8529人，女性7717人；0—6岁人口1936人，其中男1064人，女872人；识字率74.49%，其中男性为79.28%，女性为69.18%。